# Клиническая смерть
Клини́ческая смерть — терминальное состояние организма, при котором отсутствуют дыхание и сердцебиение, угасают функции нервной системы, но сохраняются обменные процессы в тканях и возможно восстановление жизненных функций . В отсутствие реанимационных мероприятий клиническая смерть при нормальной температуре тела длится не более нескольких минут, после чего наступает биологическая смерть (необратимое состояние) .

## Признаки клинической смерти
К основным признакам клинической смерти относятся : 
- отсутствие сознания,
- отсутствие самостоятельного внешнего дыхания (апноэ),
- отсутствие пульса на магистральных артериях,
- отсутствие всех безусловных рефлексов, в том числе зрачкового и роговичного (моргательного).

## Лечение
Клиническая смерть является показанием для базовой и расширенной сердечно-лёгочной реанимации .
Базовая сердечно-лёгочная реанимация (СЛР) направлена на поддержание жизнедеятельности организма в состоянии клинической смерти. Сама по себе она редко приводит к восстановлению жизненных функций, но необходима для предотвращения биологической смерти во время ожидания квалифицированной помощи. Для взрослых пострадавших основным компонентом базовой СЛР является непрямой массаж сердца .
Расширенная сердечно-лёгочная реанимация — специализированные реанимационные мероприятия, которые выполняет обученный медицинский персонал, в том числе с использованием медикаментов и специального оборудования. Как правило, это служба скорой медицинской помощи, врачи отделения реанимации и интенсивной терапии.

## Патофизиологические основы клинической смерти
Продолжительность клинической смерти определяется сроком, в течение которого высшие отделы головного мозга (подкорка и особенно кора) способны сохранить жизнеспособность в условиях гипоксии. Характеризуя клиническую смерть, В. А. Неговский говорит о двух сроках.
- Первый срок клинической смерти обычно длится всего 3—5 минут. Это то время, в течение которого высшие отделы головного мозга сохраняют свою жизнеспособность при аноксии (отсутствие снабжения органов, в частности — головного мозга кислородом) в условиях нормотермии (температура тела — 36,5 °C). Мировая практика свидетельствует о том, что при превышении этого срока оживление людей возможно, но в результате наступает декортикация (гибель коры головного мозга) или даже децеребрация (гибель всех отделов головного мозга).
- Но может быть и второй срок клинической смерти, с которым врачам приходится сталкиваться при оказании помощи или в особых условиях. Второй срок клинической смерти может продолжаться десятки минут, и реанимационные мероприятия (методы оживления) будут весьма эффективны. Второй срок клинической смерти наблюдается, когда создаются особые условия для замедления процессов дегенерации высших отделов головного мозга при гипоксии (снижение содержания кислорода в крови) или аноксии (см. выше).

Продолжительность клинической смерти увеличивается в условиях гипотермии (искусственное охлаждение органа или всего организма), при поражениях электрическим током, при утоплении. В условиях клинической практики этого можно достичь путём физических воздействий (гипотермия головы, гипербарическая оксигенация — дыхание кислородом при повышенном давлении в специальной камере), применением фармакологических веществ, создающих состояние, подобное анабиозу (резкое снижение обмена веществ), гемосорбции (аппаратное очищение крови), переливания свежей (не консервированной) донорской крови и некоторых других.
Если реанимационные мероприятия не проводились или оказались безуспешными, наступает биологическая или истинная смерть, которая представляет собой необратимое прекращение физиологических процессов в клетках и тканях.

## Клиническая смерть в культуре
Существует точка зрения, что во время эпизода клинической смерти человек видит «загробный мир». Некоторые больные, перенёсшие клиническую смерть, описывают похожие друг на друга сюжеты. Общим для всех этих наблюдений часто является ощущение полёта, движение по тёмному туннелю к свету, ощущение спокойствия и умиротворения, встречи с умершими родственниками и т. д. Данный феномен получил название околосмертных переживаний.
Основная проблема заключается в том, что мозг практически полностью прекращает свою работу вскоре после остановки сердца. Отсюда следует, что в состоянии клинической смерти человек, в принципе, ничего не может чувствовать или переживать.
Существует два взгляда на объяснение этой проблемы. Согласно первому, сознание человека может существовать вне зависимости от человеческого мозга. А околосмертные переживания вполне могли бы послужить подтверждением существования загробной жизни.
Большинство учёных считает подобные переживания галлюцинациями, вызванными гипоксией головного мозга. Согласно этой точке зрения, околосмертные переживания испытываются людьми не в состоянии клинической смерти, а на более ранних этапах увядания головного мозга в период предагонального состояния или агонии, а также в период комы, уже после того, как больной был реанимирован.
С точки зрения патологической физиологии эти ощущения вполне закономерно обусловлены. В результате гипоксии угнетается работа головного мозга сверху вниз от неокортекса к археокортексу.
Угнетается кора головного мозга: развивается туннельное зрение, перестает функционировать распознавание образов, поступающих от сетчатки — именно этим обусловлено видение светового пятна впереди.
Затем мозг перестает получать данные от зрительного анализатора, и формируются очаги устойчивого возбуждения коры, поддерживающие картину сплошной засветки, человек как бы приближается к свету, эта иллюзия возникает из-за реверберации сигнала в зрительной коре головного мозга, которое имитирует усиление и распространения света перед глазами больного.
Ощущение полёта или падения возникает в результате ишемии. Возникает нехватка кислорода для вестибулярного анализатора, в результате чего мозг перестает анализировать и адекватно воспринимать данные, поступающие от рецепторов вестибулярного аппарата.
Также в ряде случаев данное состояние может сопровождаться специфическими галлюцинациями. Для религиозных людей это действительно могут быть картины загробной жизни, причём то, что человек видит, может значительно различаться в зависимости от его жизненного опыта и индивидуальных особенностей. Данные галлюцинации зачастую очень схожи с подобными переживаниями при психических заболеваниях.

## Факты
- Первая Всемирная научная конференция по сердечно-лёгочной реанимации и оказанию неотложной сердечно-сосудистой помощи, на которой были выработаны единые международные рекомендации в области оживления организма, состоялась в 2000 году.
- Современные электронные пульсометры не всегда верно показывают присутствие сердцебиения у пациента, если интервалы между ударами очень велики, пульсометр может показать полное отсутствие пульса [источник не указан 756 дней].
- В 2019 году жительницу Великобритании, чьё сердце не билось шесть часов, вернули к жизни. Это невероятно большой промежуток времени, особенно если учесть, что женщина вскоре почти полностью вернулась к обычной жизни[8].